# Nicolas Xavier de Ricard
Nicolas Xavier de Ricard (* 12. Juli 1726 in Aix-en-Provence, Bouches du Rhône; † 30. Mai 1812 in Paris) war ein Brigadegeneral der Französischen Revolution.

## Leben
Ricard kam als Ingenieur im April 1744 zum Militär und diente in Flandern bis 1748, als er zum Lieutenant befördert wurde. Er nahm 1757 den Dienst in der königlichen Garde unter François de Solas auf und diente noch unter François de Chevert bis 1762. Danach wurde er von Richelieu zum Major im Regiment de Rothenburg ernannt und im Dezember 1764 als Lieutenant Colonel nach Guadeloupe versetzt. Dort diente er in Fort St. Louis von 1765 bis 1768.
Am 21. September 1788 wurde er zum Feldmarschall befördert und wurde 1793 Kommandant der Insel St. Lucia. Am 4. Februar 1794 verkündete er den Erlass zur Abschaffung der Sklaverei in den Französischen Antillen. Die Briten attackierten und eroberten jedoch St. Lucia am 4. April 1794. De Ricard wurde gezwungen zu kapitulieren und wurde gefangen genommen. Ihm wurde am 21. Dezember 1795 gestattet nach Le Havre zurückzukehren.
Er ging am 27. Januar 1804 in Ruhestand.